# Handleyomys melanotis
Handleyomys melanotis és una espècie de mamífer rosegador de la família dels cricètids. És endèmic de l'oest de Mèxic, on viu des del sud de Sinaloa fins al sud-oest d'Oaxaca. El seu hàbitat natural són els boscos de plana costaners. És una espècie en risc mínim, és a dir, no sembla que hi hagi cap amenaça significativa per a la seva supervivència. El seu nom específic, melanotis, significa ‘orella negra’ en llatí.